# Відкритий чемпіонат США з тенісу 2006
Відкритий чемпіонат США з тенісу 2006 проходив з 28 серпня по 10 вересня 2006 року на відкртих кортах Тенісного центру імені Біллі Джин Кінг у парку Флашинг-Медоуз у районі Нью-Йорка Квінз. Це був четвертий, останній турнір Великого шолома календарного року. 

## Події
Роджер Федерер став чемпіоном США третій рік поспіль. Загалом це для нього 9-ий тутул Великого шолома, третій в Америці. 
Минулорічна чемпіонка в жіночому одиночному розряді  Кім Клейстерс не брала участі в турнірі через травму. 19-річна Марія Шарапова виграла свій другий титул Великого шолома, перший у США. Фіналістка Жустін Енен-Арденн програла свій третій із чотирьох фіналів у поточному році. Ролан-Гаррос 2006 вона виграла. 
Мартіна Навратілова виграла свій 10-ий і останній титул Великого шолома у міксті.

## Результати фінальних матчів

### Дорослі
| Одиночний розряд. Чоловіки    |                                  |                    |
| Роджер Федерер                | Енді Роддік                      | 6–2, 4–6, 7–5, 6–1 |
|                               |                                  |                    |
| Одиночний розряд. Жінки       |                                  |                    |
| Марія Шарапова                | Жустін Енен-Арденн               | 6–4, 6–4           |
|                               |                                  |                    |
| Парний розряд. Чоловіки       |                                  |                    |
| Мартін Дамм Леандер Паес      | Йонас Бйоркман Макс Мирний       | 6–7(5–7), 6–4, 6–3 |
|                               |                                  |                    |
| Парний розряд. Жінки          |                                  |                    |
| Наталі Деші Віра Звонарьова   | Дінара Сафіна Катарина Среботнік | 7–6(7–5), 7–5      |
|                               |                                  |                    |
| Мікст                         |                                  |                    |
| Мартіна Навратілова Боб Браян | Квета Пешке Мартін Дамм          | 6–2, 6–3           |
|                               |                                  |                    |

### Юніори
| Одиночний розряд. Хлопці              |                                     |               |
| Душан Лойда                           | Пітер Поланскі                      | 7-6(7–4), 6-3 |
|                                       |                                     |               |
| Одиночний розряд. Дівчата             |                                     |               |
| Анастасія Павлюченкова                | Таміра Пашек                        | 3-6, 6-4, 7-5 |
|                                       |                                     |               |
| Парний розряд. Хлопці                 |                                     |               |
| Джеймі Гант Натаніел Шнагг            | Джармер Дженкінс Остін Крайчек      | 6-3, 6-3      |
|                                       |                                     |               |
| Парний розряд. Дівчата                |                                     |               |
| Міхаела Бузернеску Йоана Ралука Олару | Шерон Фічман Анастасія Павлюченкова | 7-5, 6-2      |
|                                       |                                     |               |